# Perrine Rouillon
Pour les articles homonymes, voir Rouillon (homonymie).
Perrine Rouillon, née en 1951 à Tunis, est une auteure française de livres de mots et d'images.

## Parcours
Élève du Cours Desir, Perrine Rouillon fait des études de littérature, de philosophie et de cinéma (IDHEC). Elle publie son premier livre, La Petite Personne, en 1995 chez 813 édition, puis tous les suivants aux Éditions du Seuil.
Elle se met en scène elle-même et son « alter ego de dessin ».

« Elle est née dans mon écriture, que je trouvais[...] sans air, sans style, proliférante, sans tout ce qui fait qu'un texte respire et que la personne passe entre les lignes... Alors un jour j'ai inventé une ponctuation, une petite spirale (le « point de recentrement ») pour faire des trous dans mon écriture.[...] Et voilà, cette ponctuation est devenue la Petite Personne. Qui au début était muette et complètement emmêlée dans l'écriture, la fin d'un mot était le début de sa jambe, elle était sur la même ligne que les phrases, entre deux virgules… »

— Perrine Rouillon

## Publications
- La Petite Personne, 813 édition, 1995  (ISBN 2910916200)
- Mona-mie, la petite personne, Seuil coll. Bd, 1997  (ISBN 2020285444)
- Le Diable, l'Amoureux et la Photocopine, Seuil, 1999, [présentation en ligne]  (ISBN 202037191X) [2]
- Le Petit Dessin avec une culotte sur la tête, Seuil coll. Albums Jeunesse, 2001  (ISBN 2020415364)
- La Petite Personne et la Mort (chanson de geste), Seuil Jeunesse, 2003  (ISBN 2020573938)
- Tu me dessines et tu me regardes pas, Seuil, 2004  (ISBN 2020658739)
- L'Abécédaire de la Petite Personne, Seuil, 2008  (ISBN 978-2-02-096917-8)
- Moi et les autres petites personnes on voudrait savoir pourquoi on n'est pas dans le livre, Thierry Marchaisse, 2016  (ISBN 2362801551)